# 袁复荣
袁复荣（1909年—1943年9月28日），山东省曹县人。八路军军事将领。

## 生平

### 早年生涯
1928年至1931年，先后在河南洛阳和山东济南上初、高中。在山东省立第一师范求学时，与曹志真、王鹤峰等人积极参加学生运动。1930年，加入中国共产主义青年团，1931年加入中国共产党。曾任共青团济南市委委员。1932年3月，被山东省政府逮捕，1936年春，出狱后返回曹县。

### 抗日战争期间
抗日战争期间，先后任中共曹县县委宣传部长、书记。1939年7月1日，在曹县西北刘岗建立中共鲁西南地委，袁复荣任地委宣传部长，并协助地委书记戴晓东，率领当地群众在敌占区进行反扫荡，并巩固中共鲁西南抗日根据地。1940年，石友三、孙良诚由冀南南下，占领陇海路以北整个鲁西。由于形势险恶，中共鲁西南地委被迫撤往河南濮阳，6月才遂八路军第二纵队黄克诚部打回鲁西南。后因八路军主力相继南下，情况再次恶劣，日军相继蚕食中共根据地。
1942年5月，袁复荣担任鲁西南专署专员，他逐步开始开辟曹县东南工作，并于1943年秋建立曹县和成曹两地抗日政权。1943年9月21日，日军联合伪军1万余人，从济宁、徐州、新乡等地出动，对湖西、鲁西南地区进行大规模扫荡。袁复荣和鲁西南军分区司令员朱程，率部在曹县南部黄河故道一线与日军交战。9月28日，部队转移到王厂村，突遭日伪军合围。袁复荣、朱程率民军一团、骑兵连交战至黄昏，因寡不敌众，多次突围均未成功后阵亡。

## 纪念
为纪念在这场战斗中牺牲的袁复荣和朱程，1945年9月，在曹东南青集设立复程县，取“复”、“程”二字，冀鲁豫行署将曹县改名为复程县。1955年撤销，分别划归曹县和单县。